# FinJuice
FinJuice fue un tag team de lucha libre profesional, en la New Japan Pro-Wrestling, conformado por David Finlay y Juice Robinson. 
Fueron dos veces Campeones en Parejas entre Estados Unidos y Japón, al ser una vez Campeones Mundiales en Parejas de IMPACT y una vez Campeones en Parejas de la IWGP. También fueron los ganadores del World Tag League en 2019.

## Historia

### New Japan Pro-Wrestling (2017-2022)
Tanto David Finlay como Juice Robinson, ingresaron al dojo de New Japan Pro-Wrestling (NJPW) en 2015 e hicieron su debut para la promoción durante el mismo año. Después de que Finlay y Robinson se unieron al stable de Taguchi Japan en enero de 2017, Finlay y Robinson formaron un equipo llamado "FinJuice", que constaba del apellido de Finlay y el nombre de Robinson, Juice. FinJuice trabajó principalmente en la mitad de la cartelera durante el año, a veces en equipos de varios hombres. El 7 de julio de 2018 en G1 Special in San Francisco, Robinson derrotó a Jay White para ganar el Campeonato de Peso Pesado de los Estados Unidos de la IWGP. El 15 de septiembre en Destruction in Hiroshima, FinJuice se asoció con su compañero de cuadra de Taguchi Japan, Ryusuke Taguchi, desafiando sin éxito al Bullet Club (Taiji Ishimori, Tama Tonga & Tanga Loa) por el Campeonato en Parejas 6-Man NEVER de Peso Abierto. El 30 de septiembre en Fighting Spirit Unleashed, Robinson perdió el Campeonato de Peso Pesado de Estados Unidos IWGP ante Cody. En noviembre, FinJuice participó en la World Tag League 2018, terminando el torneo con un récord de ocho victorias y cinco derrotas, sin poder avanzar a la final. Su último partido de bloque contra Best Friends (Beretta & Chuckie T) terminó por descalificación, cuando Chuckie T atacó a Finlay con una silla.
El 4 de enero de 2019, en Wrestle Kingdom 13, Robinson recuperó el Campeonato de Peso Pesado de los Estados Unidos de la IWGP derrotando a Cody en una revancha. El 2 de febrero en la segunda noche de The New Beginning en Estados Unidos, Robinson defendió con éxito el Campeonato de Peso Pesado de los Estados Unidos de la IWGP contra Beretta. El 23 de febrero en la segunda noche de Honor Rising: Japan, FinJuice desafió sin éxito a The Briscoe Brothers (Jay Briscoe & Mark Briscoe) por el Campeonato Mundial de Parejas de ROH. Durante el combate, Finlay sufrió una lesión en el hombro que lo dejó fuera durante ocho meses. El 5 de junio, Robinson perdió el Campeonato de Peso Pesado de Estados Unidos de la IWGP ante el debutante Jon Moxley. En King of Pro-Wrestling, Robinson fue derrotado por Lance Archer en un combate sin descalificación por el vacante Campeonato de Peso Pesado de Estados Unidos IWGP. Después del combate, Robinson fue atacado por Archer hasta que Finlay regresó de una lesión y salvó. El 9 de noviembre en New Japan Showdown en San José, Finlay desafió sin éxito a Archer por el Campeonato de Peso Pesado de los Estados Unidos de la IWGP. Desde el 16 de noviembre hasta el 8 de diciembre, Robinson y Finlay participaron en la World Tag League 2019, que los dos ganaron al derrotar a los ex Campeones en Parejas de la IWGP Los Ingobernables de Japón (Evil y Sanada) en su último combate de todos contra todos.
El 4 de enero de 2020, en la primera noche de Wrestle Kingdom 14, Finlay y Robinson derrotaron a las Guerrillas of Destiny (Tama Tonga & Tanga Loa) para ganar el Campeoato en Parejas de la IWGP. Perdieron los títulos ante las Guerrillas of Destiny (Tama Tonga y Tanga Loa) el 1 de febrero en The New Beginning en Estados Unidos. En agosto, debido a la pandemia de COVID-19 en los Estados Unidos, Finlay y Robinson no pudieron trabajar en los eventos de NJPW en Japón, lo que los llevó a participar en la serie NJPW Strong. Sin embargo, debido a una lesión en la pierna, Robinson se vio obligado a perderse la serie. A pesar de la lesión de Robinson, Finlay llegó a la final de la New Japan Cup USA perdiendo ante Kenta en la final el 21 de agosto. Desde el 15 de noviembre hasta el 6 de diciembre, Robinson y Finlay participaron en la World Tag League 2020, terminando el torneo con un récord de seis victorias y tres derrotas, avanzando a la final del torneo. El 11 de diciembre, Robinson y Finlay fueron derrotados en la final por Guerrillas of Destiny (Tama Tonga y Tanga Loa).

### Ring of Honor (2019)
En enero de 2019, FinJuice participó en las grabaciones televisivas de Ring of Honor (ROH) sobre la formación de Lifeblood, con el objetivo de devolver el honor a ROH; el stable incluía a Tracy Williams, Bandido, Mark Haskins y Tenille Dashwood. Lifeblood derrotó al equipo escogido por Jay Lethal, Jonathan Gresham, Flip Gordon, Dalton Castle y Jeff Cobb en el evento principal. Finlay y Robinson, en representación de Lifeblood, participaron en el Tag Wars Tournament. En la primera ronda, derrotaron a Alex Coughlin y Karl Fredericks, y en las semifinales ganaron en un partido a tres bandas sobre Lethal y Gresham y Coast 2 Coast (LSG y Shaheem Ali). En la final, fueron derrotados por Villain Enterprises (Brody King & PCO). FinJuice dejó Ring of Honor en junio debido a que quería regresar a su empresa local New Japan Pro-Wrestling, además de citar quejas sobre el bajo salario de ROH.

### Impact Wrestling (2021)
El 13 de febrero de 2021 en No Surrender, FinJuice apareció en Impact Wrestling en una viñeta pregrabada, anunciando que FinJuice haría su debut en las grabaciones de Impact!, como parte de una asociación entre Impact y New Japan Pro-Wrestling. El 13 de marzo de 2021 en Sacrifice, FinJuice derrotó a The Good Brothers (Doc Gallows & Karl Anderson) para ganar el Campeonato Mundial en Parejas de Impact.

## Campeonatos y logros
- Impact Wrestling
  - Impact World Tag Team Championship (1 vez)

- New Japan Pro-Wrestling
  - IWGP Tag Team Championship (1 vez)
  - World Tag League (2019)